# Coleophora dilabens
Coleophora dilabens é uma espécie de mariposa do gênero Coleophora pertencente à família Coleophoridae.